# キサンチンデヒドロゲナーゼ
キサンチンデヒドロゲナーゼ（xanthine dehydrogenase、XDH）は、ヒトではXDH遺伝子にコードされているタンパク質である。

## 機能
キサンチンデヒドロゲナーゼは、プリン類の酸化的代謝に関連するモリブデン含有ヒドロキシラーゼに属する。この酵素はホモ二量体である。キサンチンデヒドロゲナーゼは、可逆的スルフヒドリル酸化または非可逆的タンパク質修飾によりキサンチンオキシダーゼに変換される。
キサンチンデヒドロゲナーゼは以下の反応を触媒する：
キサンチン + NAD+ + H2O {\displaystyle \rightleftharpoons } 尿酸 + NADH + H+
この酵素の基質はキサンチン、NAD+とH2Oで、生成物は尿酸、NADHとH+である。
この酵素は酸化還元酵素に属し、NAD+またはNADP+を受容体としてCH基またはCH2基に特異的に作用する。組織名はxanthine:NAD+ oxidoreductaseで、別名にNAD+-xanthine dehydrogenase、xanthine-NAD+ oxidoreductase、xanthine/NAD+ oxidoreductase、xanthine oxidoreductaseがある。プリン代謝酵素の一つである。